# Ischnothyreus barus
Espèce
Ischnothyreus barus est une espèce d'araignées aranéomorphes de la famille des Oonopidae.

## Distribution
Cette espèce est endémique du Brunei à Bornéo,.

## Description
Le mâle holotype mesure 1,25 mm et la femelle paratype 1,33 mm.

## Étymologie
Cette espèce est nommée en référence au lieu de sa découverte, la rivière Sungai Lubang Barus.

## Publication originale
- Kranz-Baltensperger, 2011 : The oonopid spider genus Ischnothyreus in Borneo (Oonopidae, Araneae). Zootaxa, no 2939, p. 1-49.